# القرية السفلى (ذي السفال)

تعديل مصدري - تعديل

القرية السفلى محلة تابعة لقرية العارضة، التابعة لعزلة العداني بمديرية ذي السفال إحدى مديريات محافظة إب في الجمهورية اليمنية، بلغ تعداد سكانها 145 حسب تعداد اليمن لعام 2004.